# Ontarios premiärminister
Ontarios premiärminister (engelska: Premier of Ontario; franska: premier ministre de l'Ontario) är regeringschef i den kanadensiska provinsen Ontarios styre (engelska: Government of Ontario).
Premiärministern utses av Ontarios viceguvernör och är i regel den folkvalda ledamot av Ontarios lagstiftande församling som är ledare för det största partiet, alternativt det största partiet i en koalition av partier, som har majoritetsstöd. I likhet med Kanadas premiärminister på federal nivå så är ämbetet som Ontarios premiärminister inte specifikt fastställt eller reglerat i någon skriven  konstitution; på provinsnivå är det enbart viceguvernör, lagstiftande församling och ministrar i allmänhet omnämns i Constitution Act, 1867, som delar upp ansvaret mellan styret i Kanada på federal och provinsiell nivå; utan bygger på sedvanerätt enligt Westminstermodellen. I det lokala styret är i praktiken premiärministern den mest inflytelserika befattningen, vilket härleds enbart från förmågan att få stöd för sin agenda i den lagstiftande församlingen.
Doug Ford från Ontarios progressiva konservativa parti är sedan 29 juni 2018 Ontarios premiärminister.

## Kabinett och ministerier
Premiärministern utnämner ministrar i provinsstyret som bildar ett kabinett (regering). De flesta av ministrarna är även folkvalda ledamöter av den lagstiftande församlingen med 124 mandat i enmansvalkretsar (engelska: ridings) i en kammare. Det finns även en formell oppositionsledare, vanligtvis ledaren för det största partiet (med som minst 12 mandat) som inte innehar regeringsmakten och som leder ett skuggkabinett.
Formellt är premiärministern, liksom andra ministrar, medlemmar av det verkställande rådet (engelska: Executive Council) i vilket formella beslut fattas av viceguvernören, i egenskap av vicekunglig representant för monarken i Ontarios styre. Befattningen som viceguvernör är mestadels av ceremoniellt representativ art och som undertecknare (kunglig sanktion) av formella beslut på inrådan av premiärministern och ministären. Viceguvernören kan däremot under särskilda omständigheter vägra bifall till premiärministerns begäran att utlysa nyval eller entlediga denne och utnämna någon annan.
Följande 25 ministerier finns i Ontarios provinsstyre:

- Office of the Premier/Cabinet Office
- Ministry of Agriculture, Food, and Rural Affairs
- Ministry of the Attorney General
- Ministry of Children, Community and Social Services
- Ministry of Colleges and Universities
- Ministry of Economic Development, Job Creation and Trade
- Ministry of Education
- Ministry of Energy, Northern Development, and Mines
- Ministry of the Environment, Conservation and Parks
- Ministry of Finance
- Ministry of Francophone Affairs
- Ministry of Government and Consumer Services
- Ministry of Health
- Ministry of Heritage, Sports, Tourism and Culture Industries
- Ministry of Indigenous Affairs
- Ministry of Infrastructure
- Ministry of Intergovernmental Affairs
- Ministry of Labour, Training and Skills Development
- Ministry of Long Term Care
- Ministry of Municipal Affairs and Housing
- Ministry of Natural Resources and Forestry
- Ministry of Seniors and Accessibility
- Ministry of the Solicitor General
- Ministry of Transportation
- Treasury Board Secretariat

Provinsen Ontarios professionella tjänstemannakår med 60 000 anställda benämns som Ontario Public Service (OPS) och inkluderar även anställda i provinsägda företag (engelska: Crown corportation). Ett exempel på ett sådant företag är elproducenten Ontario Power Generation (OPG).

## Lista över Ontarios premiärministrar

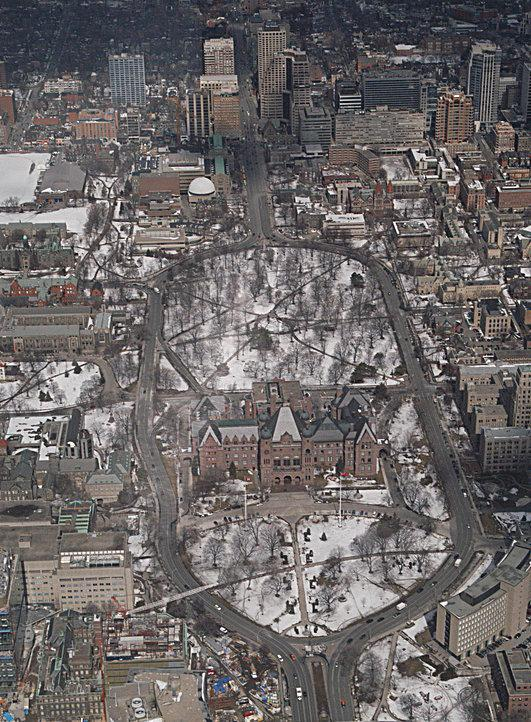
Ontario Legislative Building i Queen's Park inne i Toronto är säte för Ontarios lagstiftande församling.

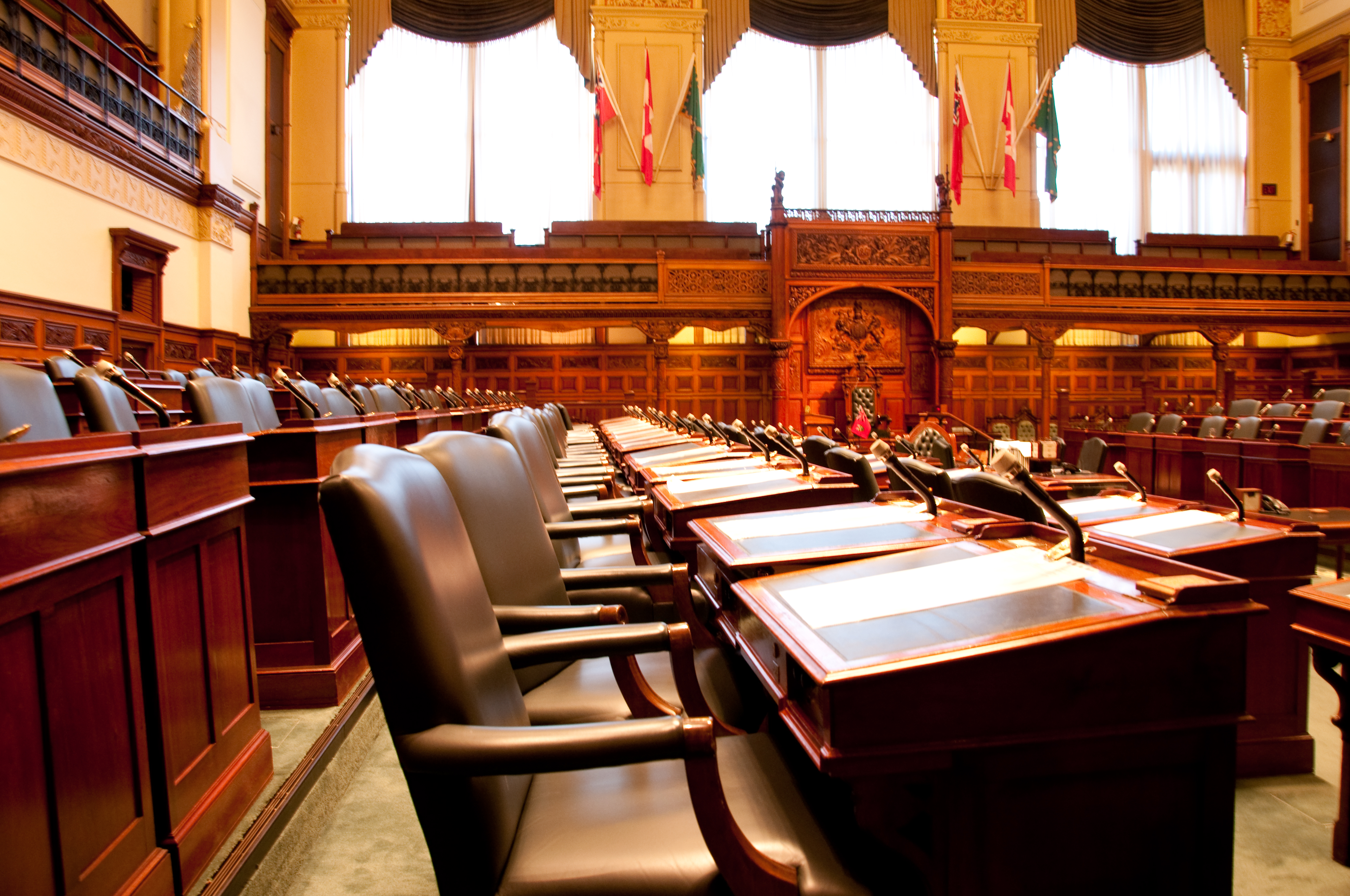
Interiör från den lagstiftande församlingens plenisal.

| Nr | Porträtt | Namn (levnadstid)                                                                 | Tillträdde        | Avgick                              | Parti                                     | Noter         |
| -- | -------- | --------------------------------------------------------------------------------- | ----------------- | ----------------------------------- | ----------------------------------------- | ------------- |
| 1  |          | John Sandfield Macdonald (1812–1872)                                              | 16 juli 1867      | 20 december 1871                    | Conservative Party                        | [ 10 ]        |
| 2  |          | Edward Blake (1833–1912)                                                          | 20 december 1871  | 25 oktober 1872                     | Ontario Liberal Party                     | [ 10 ]        |
| 3  |          | Oliver Mowat (1820–1903)                                                          | 25 oktober 1872   | 21 juli 1896                        | Ontario Liberal Party                     | [ 10 ]        |
| 4  |          | Arthur Sturgis Hardy (1837–1901)                                                  | 21 juli 1896      | 21 oktober 1899                     | Ontario Liberal Party                     | [ 10 ]        |
| 5  |          | George William Ross (1841–1914)                                                   | 21 oktober 1899   | 8 februari 1905                     | Ontario Liberal Party                     | [ 10 ]        |
| 6  |          | James Whitney (1843–1914)                                                         | 8 februari 1905   | 25 september 1914 (avled i ämbetet) | Conservative Party                        | [ 10 ]        |
| –  |          | William John Hanna (1862–1919) Provincial Secretary and Registrar (tillförordnad) | 25 september 1914 | 2 oktober 1914                      | Conservative Party                        |               |
| 7  |          | William Hearst (1864–1941)                                                        | 2 oktober 1914    | 14 november 1919                    | Conservative Party                        | [ 10 ]        |
| 8  |          | Ernest Drury (1878–1968)                                                          | 14 november 1919  | 16 juli 1923                        | United Farmers of Ontario                 | [ 10 ]        |
| 9  |          | Howard Ferguson (1870–1946)                                                       | 16 juli 1923      | 15 december 1930                    | Conservative Party                        | [ 10 ]        |
| 10 |          | George Stewart Henry (1871–1958)                                                  | 15 december 1930  | 10 juli 1934                        | Conservative Party                        | [ 10 ]        |
| 11 |          | Mitchell Frederick Hepburn (1896–1953)                                            | 10 juli 1934      | 21 oktober 1942                     | Ontario Liberal Party                     | [ 10 ]        |
| 12 |          | Gordon Daniel Conant (1885–1953)                                                  | 21 oktober 1942   | 18 maj 1943                         | Ontario Liberal Party                     | [ 10 ]        |
| 13 |          | Harry Nixon (1891–1961)                                                           | 18 maj 1943       | 17 augusti 1943                     | Ontario Liberal Party                     | [ 10 ]        |
| 14 |          | George A. Drew (1884–1973)                                                        | 17 augusti 1943   | 19 oktober 1948                     | Progressive Conservative Party of Ontario | [ 10 ]        |
| 15 |          | Thomas Laird Kennedy (1878–1959)                                                  | 19 oktober 1948   | 4 maj 1949                          | Progressive Conservative Party of Ontario | [ 10 ]        |
| 16 |          | Leslie Frost (1895–1973)                                                          | 4 maj 1949        | 8 november 1961                     | Progressive Conservative Party of Ontario | [ 10 ]        |
| 17 |          | John Robarts (1917–1982)                                                          | 8 november 1961   | 1 mars 1971                         | Progressive Conservative Party of Ontario | [ 10 ]        |
| 18 |          | Bill Davis (1929–2021)                                                            | 1 mars 1971       | 8 februari 1985                     | Progressive Conservative Party of Ontario | [ 10 ] [ 11 ] |
| 19 |          | Frank Miller (1927–2000)                                                          | 8 februari 1985   | 26 juni 1985                        | Progressive Conservative Party of Ontario | [ 10 ]        |
| 20 |          | David Peterson (1943–)                                                            | 26 juni 1985      | 1 oktober 1990                      | Ontario Liberal Party                     | [ 10 ]        |
| 21 |          | Bob Rae (1948–)                                                                   | 1 oktober 1990    | 26 juni 1995                        | New Democratic Party                      | [ 10 ]        |
| 22 |          | Mike Harris (1945–)                                                               | 26 juni 1995      | 14 april 2002                       | Progressive Conservative Party of Ontario | [ 10 ]        |
| 23 |          | Ernie Eves (1946–)                                                                | 15 april 2002     | 22 oktober 2003                     | Progressive Conservative Party of Ontario | [ 10 ]        |
| 24 |          | Dalton McGuinty (1955–)                                                           | 23 oktober 2003   | 11 februari 2013                    | Ontario Liberal Party                     | [ 10 ]        |
| 25 |          | Kathleen Wynne (1953–)                                                            | 11 februari 2013  | 29 juni 2018                        | Ontario Liberal Party                     | [ 10 ]        |
| 26 |          | Doug Ford (1964–)                                                                 | 29 juni 2018–     | inkumbent                           | Progressive Conservative Party of Ontario | [ 10 ]        |